# Język kekczi
Język kekczi – język z rodziny majańskiej, używany w Belize i Gwatemali. Dla wielu grup Majów jest to język macierzysty. Jest powszechnie używany w dystrykcie Toledo w Belize, gdzie Majowie stanowią większość mieszkańców. Językiem kekczi posługuje się blisko 734 tys. osób.
Pewni jego użytkownicy zamieszkują również Salwador; jest to niewielka grupa (ok 12. tys.).
Język jest nauczany w niektórych szkołach w Gwatemali (departamenty Alta Verapaz i Petén). Istnieje jego forma literacka. Piśmiennictwo obejmuje głównie religijne teksty liturgiczne, zwłaszcza katolickie.
W użyciu jest także język hiszpański.